# 宋家嘴镇
宋家嘴镇，中华人民共和国湖南省岳阳市华容县下属的一个镇，位于华容县中西部，藕池河东支北岸。

## 建制沿革
- 1956年，设宋市乡；
- 1958年，属护城公社；
- 1961年，设宋市公社；
- 1983年，改称宋市乡，旋即改为宋家嘴镇。

## 行政区划
宋家嘴镇下辖1个居委会与16个行政村：
- 宋家嘴居委会
- 高山村、塘坊村、蔡田村、荷花村、麦地村、许沟村、江流村、白合村、卫星村、宋市村、甘羊村、业谟村、农科村
- 水产场、桑场、蔡田湖渔场